# Coleophora boreella
Coleophora boreella é uma espécie de mariposa do gênero Coleophora pertencente à família Coleophoridae.